# Physaria tenella
Physaria tenella är en korsblommig växtart som först beskrevs av Aven Nelson, och fick sitt nu gällande namn av O'kane och Al-shehbaz. Physaria tenella ingår i släktet Physaria och familjen korsblommiga växter. Inga underarter finns listade i Catalogue of Life.

## Bildgalleri

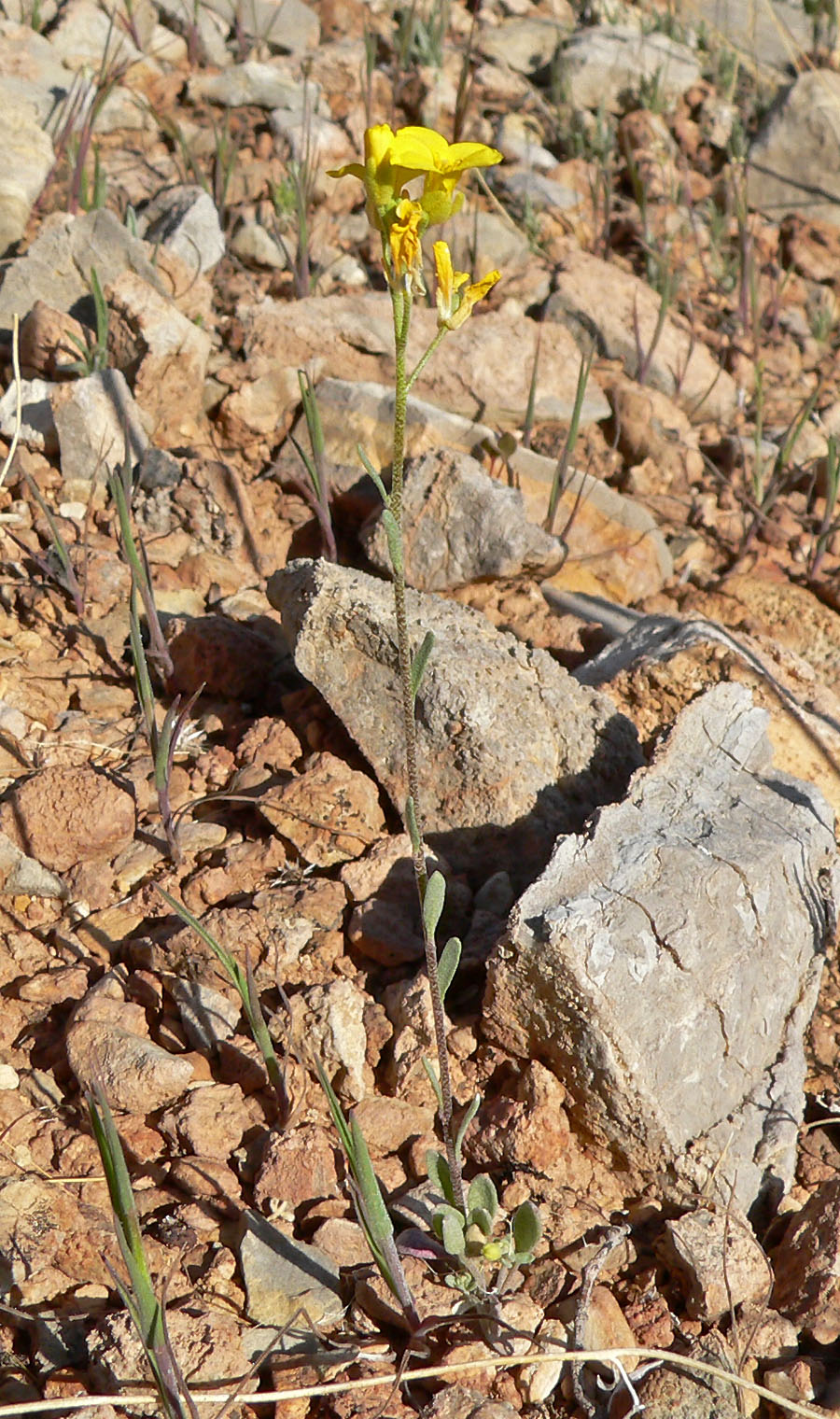
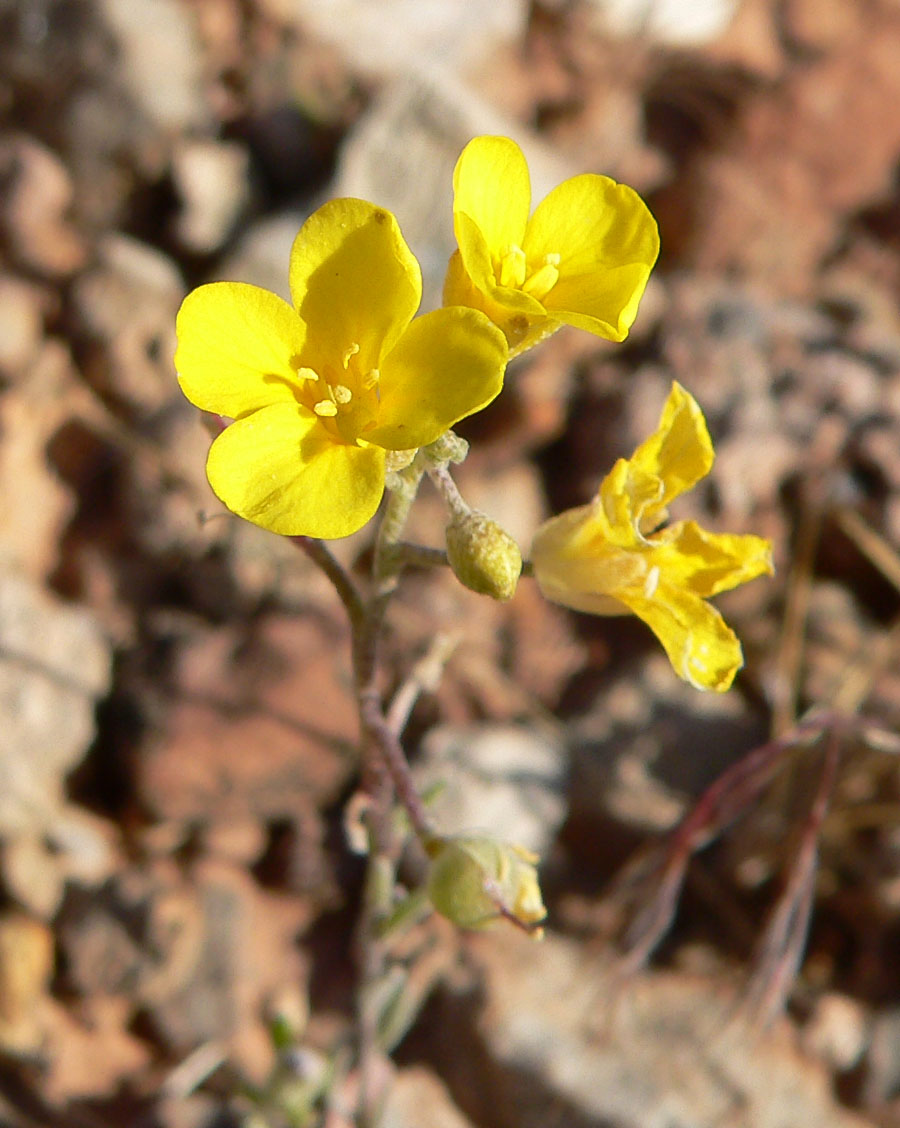